# لين بارتون
لين بارتون (بالإنجليزية: Lynn Barton)‏ (من مواليد 1956) وهي أول طيارة تعمل لدى الخطوط الجوية البريطانية في عام 1987.

## بدايتها في الطيران
بدأت لين بارتون أول دروسها في الطيران عندما كانت سن 16.

## عملها

### الخطوط الجوية البريطانية
حصلت لين على درجة البكالوريوس في عام 1987. كانت أولى الرحلات التي بدأت بها لين في طائرة بوينغ 747.
أصبحت كابتن في الخطوط الجوية البريطانية في عام 1996. وفي عام 2008 ، كان لدى الخطوط الجوية البريطانية حوالي 170 من الطيارين الإناث.

## حياتها الشخصية
تعيش لين بارتون مع زوجها في هامبشير.
تزوجت من مايكل إيليس في هامبشير في نوفمبر 1996.

## وصلات خارجية
- Daily Mail September 2008